# Alain Agat
Pour les articles homonymes, voir Agat (homonymie).
Œuvres principales
- Nèg Maron (Scénario, 2005)
- Négropolis (Roman, 2012)

Alain Agat, né le 15 août 1964 à Paris, est un écrivain et scénariste français, également réalisateur de films documentaires.

## Biographie
Alain Agat est né et a grandi au sein d'une famille ouvrière martiniquaise, installée dans la banlieue-sud de Paris dès les premières années de la politique migratoire du BUMIDOM, le Bureau pour le développement des migrations dans les départements d'outre-mer. Ses lectures de jeunesse l'amènent à découvrir alternativement les écrits de Chester Himes, puis ceux d'Édouard Glissant, en particulier Le Discours antillais .
Après un DEA en droit international, passé en 1989, il quitte la Région parisienne pour un poste de cadre dans une filiale de multinationale, implantée en Guadeloupe. En 1996, il décide d'abandonner cette carrière de bureaucrate pour tenter ses premières lignes d’écriture. Des petits boulots à la radio et dans l'éducation l'aident à vivre de sa plume. Au bout de onze années à Pointe-à-Pitre, Alain Agat s'installe à Fort-de-France, dans le quartier des Terres-Sainville, et y perfectionne son style, s'essayant dans plusieurs genres littéraires. Il signe quelques articles dans la presse, notamment dans le magazine GÉO, et rencontre, en 2000, le réalisateur guadeloupéen Jean-Claude Flamand Barny en pleine écriture de son premier long-métrage, portant un certain regard sur une jeunesse guadeloupéenne à la dérive. Ce dernier lui propose une collaboration qui aboutira cinq ans plus tard à la sortie sur les écrans du film Nèg Maron.
Fort de cette expérience de scénariste, Alain Agat se tourne vers le documentaire de société, collaborant avec un compatriote cinéaste, Christian Foret. De cette association naîtront, en 2008, «Traces et tracées, ou nouvelles de l'esprit Lasotè », puis «Conversation à une voix… avec Max Cilla », un portrait filmé de 26 minutes de ce musicien martiniquais, considéré comme le père de la “flûte des mornes”, une flûte de bambou jouée traditionnellement dans l’arrière-pays martiniquais. 
Ce dernier court-métrage sera notamment présenté en 2010, lors de la 33° édition du Festival de cinéma de Douarnenez, consacrée au cinéma de la Caraïbes, tout comme «Paroles d'intérieur », le 52 min que les deux hommes ont réalisé pendant la mobilisation populaire qui agita la Martinique début 2009, à l'instar de celle initiée en Guadeloupe par le LKP (Liyannaj Kont Pwofitasyon). «Paroles d'intérieur » fera aussi partie de la sélection du Festival international du film insulaire de l'île de Groix (FIFIG) et sera diffusé en télévision sur RFO Martinique et France Ô.
En 2012, Alain Agat publie, aux éditions La Manufacture de Livres, «Négropolis », son premier roman : un polar sombre, dressant le portrait acerbe de jeunes urbains antillais.

## Filmographie
Scénariste long-métrage
- 2005 : Nèg Maron  coécrit avec Jean-Claude Barny

Créateur Série TV
- 2014 : Villa Karayib  cocréée avec Philippe Giangreco

Scénariste TV
- 2003 : Crimes en série (série télévisée), épisode 6[5] : Noirs destins de Pascal Légitimus, coécrit avec Michel Munz, Patrick Dewolf et Chloé Marçais
- 2017 : Meurtres en Martinique (90 min France 3) coécrit avec Philippe Niang et Franck Thilliez
- 2018 : Le Rêve Français (2 × 90 min France 2) co-écrit avec Sandro Agénor et Christian Faure

Réalisateur de documentaires
- 2008 : Traces et tracées, ou nouvelles de l'esprit Lasotè (26 min) : coréalisateur avec Christian Foret
- 2008 : Conversation à une voix… avec Max Cilla (26 min) : coréalisateur avec Christian Foret
- 2009 : Paroles d'intérieur (52 min) : coréalisateur avec Christian Foret
- 2011 : 1,2, toits, solidaridad (52 min)[6] : un film autour de la coopération Martinique-Cuba à la suite du passage de l’Ouragan Dean sur le bassin caribéen, en août 2007 ; coréalisation avec Christian Foret
- 2012 : Alberto Lescay : coréalisateur avec Christian Foret
- 2023 : Vigo, Renoir et Grémillon : les éclaireurs de l'ombre (52 min)[7] : scénario et réalisation d'Alain Agat